# Ifloga
Ifloga is een geslacht uit de composietenfamilie (Asteraceae). De soorten komen voor in Macaronesië en van het Middellandse Zeegebied en de Sahara tot in Afghanistan en het Arabisch schiereiland en verder in Namibië en de Kaapprovincie in Zuid-Afrika.

## Soorten
- Ifloga ambigua (L.) Druce
- Ifloga anomala Hilliard
- Ifloga candida Hilliard
- Ifloga decumbens (Thunb.) Schltr.
- Ifloga glomerata (Harv.) Fourc.
- Ifloga lerouxiae (Beyers) N.G.Bergh
- Ifloga molluginoides (DC.) Hilliard
- Ifloga obovata Bolle
- Ifloga paronychioides (DC.) Fenzl
- Ifloga pilulifera Schltr.
- Ifloga polycnemoides Fenzl
- Ifloga repens (L.) Hilliard & B.L.Burtt
- Ifloga spicata (Forssk.) Sch.Bip.
- Ifloga thellungiana Hilliard & B.L.Burtt
- Ifloga verticillata (L.f.) Fenzl